# Сергеев, Ростислав Александрович
Ростисла́в Алекса́ндрович Серге́ев (22 августа 1926 — 17 сентября 2018, Москва) — советский дипломат. Чрезвычайный и полномочный посол.

## Биография
Окончил факультет международных отношений МГИМО (1948) и Высшую дипломатическую школу МИД СССР (1957).
- В 1948—1949 годах — сотрудник центрального аппарата МИД СССР.
- В 1949—1952 годах — сотрудник миссии СССР в Швейцарии.
- В 1952—1955 годах — сотрудник центрального аппарата МИД СССР.
- В 1955—1957 годах — слушатель ВДШ МИД СССР.
- В 1957—1962 годах — сотрудник посольства СССР в ФРГ.
- В 1962—1975 годах — советник министра, руководитель Группы советников министра иностранных дел СССР.
- В 1975—1980 годах — руководитель управления планирования внешнеполитических мероприятий МИД СССР.
- С 21 мая 1980 по 7 марта 1990 года — чрезвычайный и полномочный посол СССР в Мексике[2].
- В 1991 году — главный советник Внешнеполитической ассоциации.
- В 1991—2004 годах — президент Ассоциации выпускников МГИМО.

## Награды и почётные звания
- Орден Октябрьской Революции
- Орден Трудового Красного Знамени
- Орден Дружбы народов
- Орден «Знак Почёта»
- Почётный работник Министерства иностранных дел Российской Федерации

## Публикации
- «В сотрясаемой Мексике: посольские будни (1980 - 1990 гг.)» - М., 2002. - Латинская Америка.
- «В МИД СССР. На Кузнецком мосту и Смоленской площади 1948-1991» - М., Росспэн, 2007.